# Bazylika św. Stefana w Budapeszcie

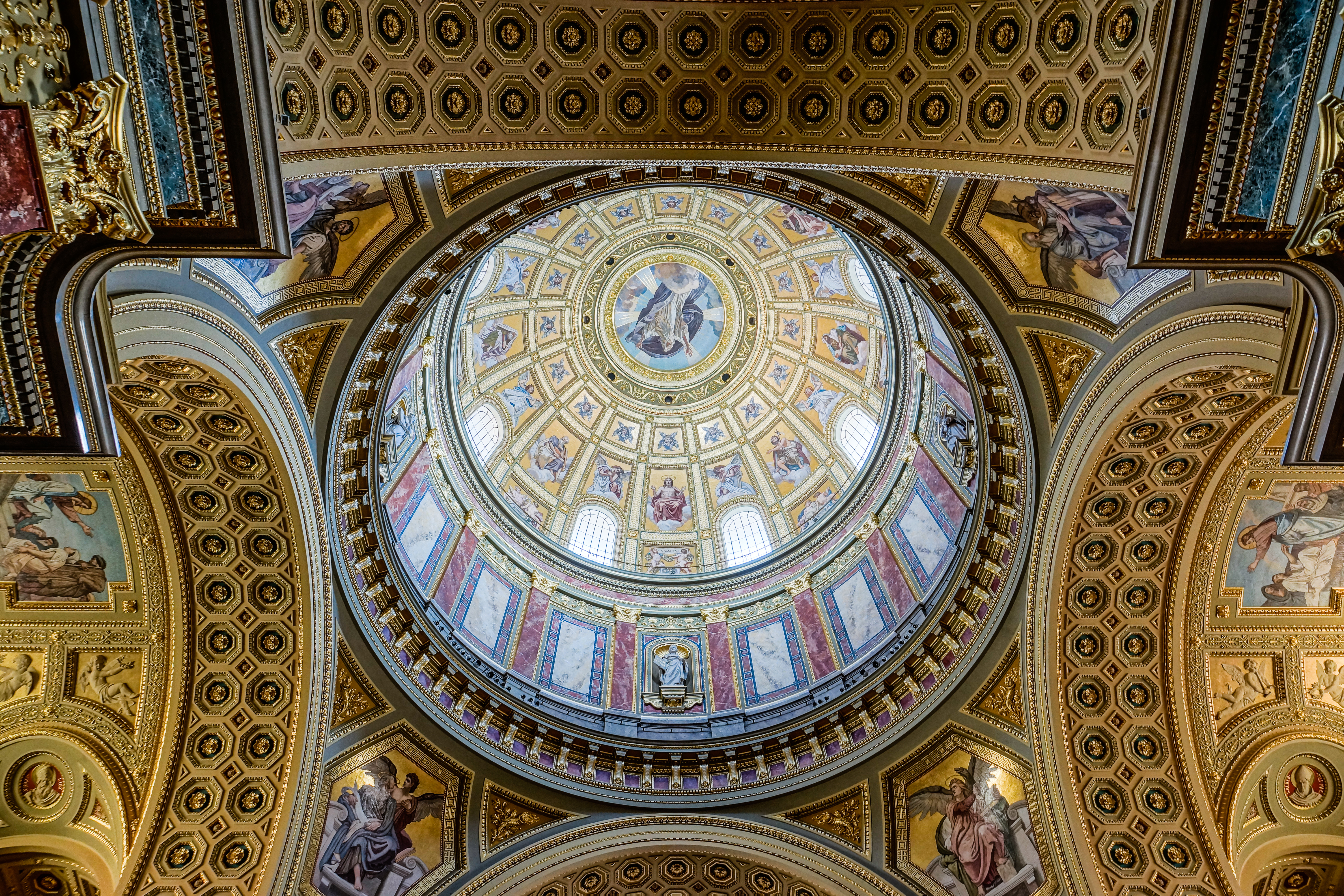
Kopuła

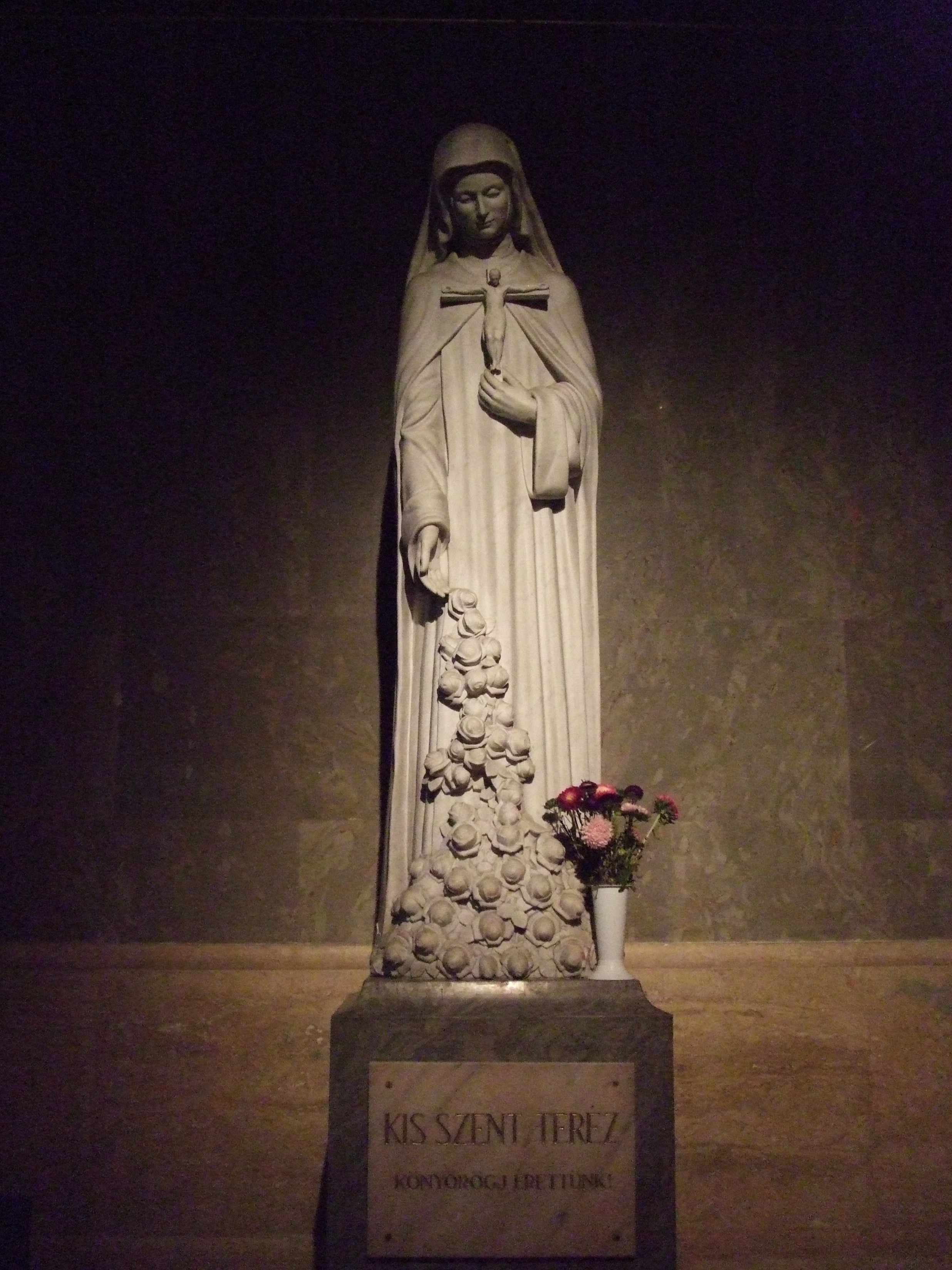
Figura św.Teresy

Bazylika św. Stefana w Budapeszcie (węg. Szent István Bazilika) – bazylika przy placu św. Stefana (węg. Szent István tér) w Peszcie. Od konsekracji w 1905 roku jest największym kościołem stolicy Węgier. Może pomieścić do 8500 wiernych. Obecnie jest konkatedrą archidiecezji Ostrzyhom-Budapeszt.
Położona niedaleko Mostu Łańcuchowego bazylika jest poświęcona pierwszemu węgierskiemu królowi Stefanowi I. W przedsionku znajduje się rzeźba św. Gerarda (węg. Gellérta). Zwieńczeniem bazyliki jest 96-metrowa kopuła z mozaiką przedstawiająca Boga Ojca. Przy wejściu znajduje się tympanon z Maryją jako patronką Węgier i węgierskimi świętymi. Antresola kopuły jest otwarta dla zwiedzających, można się tam dostać po schodach (297 stopni) bądź wjechać windą.
Bazylika jest drugim budapeszteńskim, a trzecim węgierskim najwyższym budynkiem.
Pod placem św. Stefana, przy którym stoi bazylika, został wybudowany 4-piętrowy podziemny parking (węg. Bazilika Garázs). Mieści on 404 samochody i jest całkowicie zautomatyzowany. Po wjechaniu i wyjściu z samochodu, pojazd jest automatycznie transportowany na miejsce parkingowe. Po zakończeniu parkowania jest on dostarczany kierowcy, który może wyjechać z parkingu.

## Budowa
Budowa bazyliki została przerwana na etapie robót ziemnych w latach walk wolnościowych 1848/1849. Okazało się, że ze względu na bliskość Dunaju należy znacznie wzmocnić fundamenty. Pod kościołem znajduje się trzypiętrowa piwnica, której wielkość odpowiada prawie wielkości stojącej na niej bazyliki.
W 1851 roku rozpoczęto budowę bazyliki w stylu klasycystycznym według planów Józefa HildaJózefa Hilda. Do 1867 roku budynek był w stanie surowym. Śmierć Hilda przerywa budowę. Roboty przejmuje Miklós Ybl, który po zbadaniu konstrukcji doszedł do wniosku, że cztery filary podtrzymujące kopułę są zbyt słabe. Jego przypuszczenia sprawdziły się i 22 stycznia 1868 roku kopuła zawaliła się. Miklós Ybl rozpoczyna odbudowę bazyliki w stylu neorenesansowym, ale w 1891 roku zmarł i nastąpiła kolejna przerwa w pracach. Budowę ukończył József Kauser.

## Relikwie
Wśród wielu relikwii przechowywanych w kościele jest zmumifikowana prawica świętego Stefana.